# Eugene Martineau

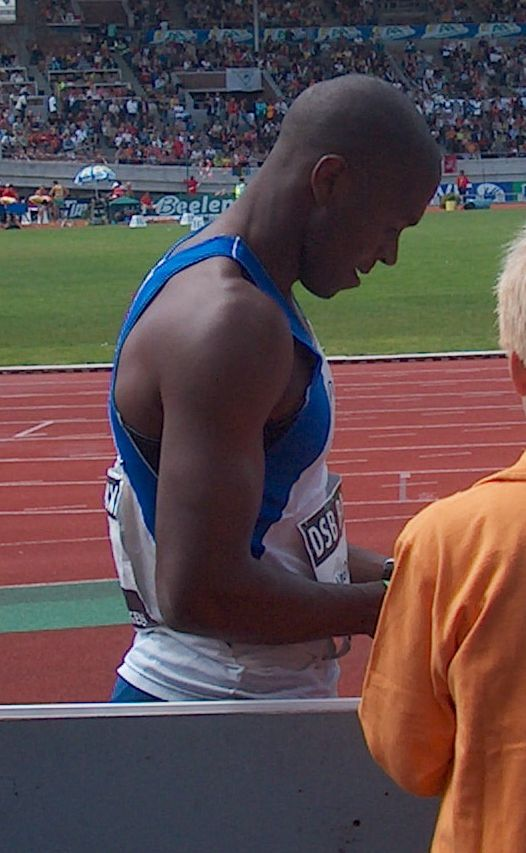
Martineau 2007

Eugene Martineau (* 14. Mai 1980 in Heerlen) ist ein niederländischer Zehnkämpfer. Er wurde 2003 Niederländischer Meister im Zehnkampf.
Martineau erreichte 2004 beim Mösle Mehrkampf-Meeting in Götzis erstmals eine Punktezahl von über 8.000. Im Jahr darauf verbesserte er ebenfalls in Götzis seine persönliche Bestleistung auf 8.114 Punkte.
Sein bislang größter Erfolg auf internationaler Ebene war ein achter Platz im Siebenkampf bei den Halleneuropameisterschaften 2005 in Madrid. Zuvor war er bei den Olympischen Spielen 2004 in Athen nur 29. geworden, nachdem er im Kugelstoßen ohne gültigen Versuch geblieben war.